# Aoto Osako
Aoto Osako (大迫 蒼人 Osako Aoto?), född 23 maj 2003 i Tokyo prefektur, är en japansk fotbollsspelare.
Osako började sin karriär 2019 i FC Tokyo.